# Cabinovia Grindelwald-Männlichen
La cabinovia Grindelwald-Männlichen è una cabinovia che collega Grindelwald alla sommità del Männlichen.

## Storia
Il progetto di una funivia che collegasse Grindelwald al Männlichen fu proposto per prolungare la stagione sciistica anche in primavera e al contempo incrementare le escursioni nel periodo estivo. L'impianto venne inaugurata nel 1978 e fu costruito dalla ditta Habegger Maschinenfabrik AG per un costo di 22 milioni di franchi: al tempo della sua costruzione era la cabinovia più lunga al mondo. Nel 2019 la cabinovia fu completamente rimodernata, portando anche alla sostituzione delle cabine.

## Dati tecnici
La cabinovia ha una lunghezza di circa 6 chilometri, supera un dislivello di 1288 metri ed è suddivisa in due sezioni, con una stazione intermedia dove le cabine cambiano il cavo. Ogni cabina trasporta dieci persone, rispetto alle precedenti che ne ospitavano quattro: ha quindi una capacità di 1 800 passeggeri all'ora grazie alle centoundici vetture e il tempo impiegato per percorrere l'intero tracciato è di 19 minuti rispetto ai 30 precedenti. Lungo la tratta si contano cinquantadue piloni, di cui alcuni raggiungono una lunghezza di 38 metri.

## Interscambio
La stazione a valle è posta in prossimità della stazione di Grindelwald Grund sulla ferrovia Wengernalpbahn, mentre la stazione a monte è nei pressi della funivia per Wengen.